# 2015-ös Rubik-kocka-világbajnokság
A 2015-ös Rubik-kocka-világbajnokságnak Brazília, São Paulo adott otthont. A 8. alkalommal megszervezett versenyt 2015. július 17-19 között rendezték. A versenyzők 18 kategóriában mérték össze a tudásukat. A verseny győztese a világrekordtól csak néhány tized másodperccel elmaradó, 5.695 másodperces idővel nyert az ausztrál Feliks Zemdegs , aki 2013-ban is győzött így kétszeres világbajnoki címet mondhat magáénak. 
A versenyen Kocza István és Bózsing Hunor képviselte Magyarországot.

## Eredmények
| Versenyszám   | Győztes                          | Átlagidő    | Legjobb rakás |
| ------------- | -------------------------------- | ----------- | ------------- |
| 3x3x3         | Feliks Zemdegs                   | 7.56        | 5.69          |
| 2x2x2         | Feliks Zemdegs                   | 2.33        | 1.95          |
| 4x4x4         | Feliks Zemdegs                   | 30.54       | 28.09         |
| 5x5x5         | Feliks Zemdegs                   | 52.62       | 48.57         |
| 6x6x6         | Kevin Hays                       | 1:45.98     | 1:43.04       |
| 7x7x7         | Kevin Hays                       | 2:45.36     | 2:41.89       |
| 3x3x3 vakon   | Kabyanil Talukdar                | DNF         | 24.86         |
| 3x3x3 LM      | Joao Pedro Batista Ribeiro Costa | 25.67       | 25            |
| 3x3x3 OH      | Feliks Zemdegs                   | 11.85       | 10.07         |
| 3x3x3 lábbal  | Gabriel Pereira Campanha         | 32.51       | 29.99         |
| Megaminx      | Oscar Roth Andersen              | 50.19       | 48.00         |
| Pyraminx      | Jules Desjardin                  | 3.77        | 2.57          |
| Rubik-óra     | Niko Ronkainen                   | 7.69        | 6.91          |
| Skewb         | Daniel Wallin                    | 3.72        | 3.39          |
| Square-1      | Emanuel Rheinert                 | 14.36       | 10.98         |
| 4x4x4 vakon   | Linusz Fresz                     | 3:12.04     |               |
| 5x5x5 vakon   | Noah Arthurs                     | 11:37.00    |               |
| 3x3x3 T vakon | Gabriel Dechichi Barbar          | 18/19 51:54 |               |

3x3x3 LM=3x3x3 legkevesebb mozdulatból kirakás
3x3x3 OH=3x3x3 egy kézzel
3x3x3 T vakon=3x3x3 több kocka vakon